# Polietina nigra
Polietina nigra är en tvåvingeart som beskrevs av Márcia Souto Couri och Barros de Carvalho 1996. Polietina nigra ingår i släktet Polietina och familjen husflugor. Inga underarter finns listade i Catalogue of Life.